# Rogas steinbachi
Rogas steinbachi är en stekelart som beskrevs av Mathur 1957. Rogas steinbachi ingår i släktet Rogas och familjen bracksteklar. Inga underarter finns listade i Catalogue of Life.